# Philodendron urraoense
Philodendron urraoense är en kallaväxtart som beskrevs av Thomas Bernard Croat. Philodendron urraoense ingår i släktet Philodendron och familjen kallaväxter. Inga underarter finns listade.